# Progress M-08M
Progress M-08M ( russo : Прогресс М-08М ), identificato da NASA come Progress 40 o 40P , è stata una navicella Progress
utilizzata per rifornire la Stazione Spaziale Internazionale . È stata l'ottava navicella Progress-M 11F615A60 ad essere lanciata. La sonda è stata fabbricata da RKK Energia , e viene gestito dalla agenzia spaziale federale russa . È arrivato alla stazione spaziale il 30 ottobre 2010, mentre l'equipaggio della Expedition 25 era a bordo, partito durante l'Expedition 26, il 24 gennaio 2011.
Prima del lancio previsto, i preparativi erano in corso da mesi. Un treno con il razzo Soyuz-U che verrà utilizzato per il lancio Progress è arrivato al Cosmodromo di Baikonur il 24 luglio 2010.  Il razzo è stato trasportato al sito 112. La navicella Progress M-08M è stata consegnata a Baikonur il 3 settembre dove è stata ospitata presso la sede del 254. Il 3 ottobre, la navicella Progress è stato trasportato al padiglione 104 della facilità di integrazione dalla camera a vuoto.  Ulteriori test continuato e  è stata caricata in serbatoi Rodnik della M-08M veicoli spaziali.
Il 15 ottobre, l'Agenzia Spaziale Russa ha iniziato prelancio trattamento del pad 1 di Baikonur  , preparandolo per il lancio della Progress.  Il 18 ottobre Progress M-08M veicolo carico è stato caricato con componenti propellente e gas compressi, ed è tornato alla integrazione e test impianto per ulteriori elaborazioni.  Dopo il veicolo spaziale è stato trasportato presso la struttura di integrazione del veicolo di lancio per il montaggio con il razzo Soyuz-U.
Il razzo Soyuz-U e la navicella spaziale Progress M-08M   è stata stesa e installata in verticale sul pad 1 di Baikonur durante la mattina del 25 ottobre.  Quando al lancio mancavano tre giorni (L-3)le operazioni di prelancio hanno avuto inizio presso il pad.

## Cargo
Progress M-08M ha trasportato circa 2,5 tonnellate di rifornimenti , compresi acqua, aria, carburante e hardware per gli esperimenti Molniya-Gamma e Coulomb Cristallo per la stazione spaziale. L'esperimento Molniya-Gamma prevedeva la misura dei raggi gamma e delle radiazioni ottiche durante i temporali. La navicella ha anche trasportato un sistema di trasmissione dati ad alta velocità  installato all'esterno della stazione spaziale durante l'attività spaziale dei cosmonauti Skripočka e Kondraťev nel gennaio 2011. Oltre alle razioni standard, i contenitori dei cibi contenevano anche frutta fresca e vegetali: limoni, mele, cipolle, pomodori e 1 kg di aglio.

## Cronologia missione

### Lancio
Progress M-08M venne lanciato da Baikonur il 27 ottobre 2010.
Il 26 ottobre, la stazione spaziale ha eseguito una manovra per evitare detriti . Come tale, alle 10:25 UTC, i motori della Progress M-07M sono stati mandati per tre minuti in una direzione posigrade. Ciò ha comportato un aumento della velocità della stazione spaziale di 0,4 metri al secondo. Come tale, il lancio di Progress M-08M di lancio è stato anticipato di tre secondi dal 03:11:53 UTC.
Il razzo vettore Soyuz-U con la navetta Progress M-08M è stato lanciato dal cosmodromo di Baikonur alle 15:11:50 del 27 ottobre 2010.  Salita era nominale, e tutti i sistemi funzionavano senza problemi. La massa al lancio della navicella era 7289 kg. Progress M-08M  è entrata con successo nell'orbita preliminare (192,46 da 242,99 chilometri, inclinazione 51,4 gradi, rivoluzione 88,57 min) dopo nove minuti di salita fornita dai tre stadi del razzo Soyuz-U.

### Docking
Il 30 ottobre 2010, dopo tre giorni di volo autonomo dopo il lancio, Progress M-08M si è ancorata con la porta nadir del modulo Pirs  della stazione spaziale.  Il successo è avvenuto a ore 16:36 UTC mentre volava oltre 220 miglia occidentale sopra il Kazakistan. In preparazione per l'ormeggio, il 20 ottobre, i motori della Progress M-07M sono stati sparati per 228,7 secondi .
La navicella Progress M-08M , volando con il pilota automatico,ha effettuato un incontro perfetto con la stazione spaziale. Dopo l'arrivo nei pressi della stazione spaziale, Progress M-08M ha iniziato una manovra per ottenere un flyby allineato con la porta dock e ha quindi eseguito una manovra per orientare correttamente i suoi pannelli solari con strutture circostanti intorno al modulo Pirs. Una breve attesa a circa 650 metri tra la sonda e la stazione spaziale ha consentito ai controllori di volo russi di valutare i sistemi prima di dare l'approvazione per iniziare l'avvicinamento finale.
Il passaggio alla modalità manuale è stato deciso a distanza di 194 m.  Kaleri lavorato all'interno del modulo Zvezda della ISS per guidare Progress M-08M in remoto utilizzando un paio di joystick e la guidò per l'attracco di successo.
Alcuni membri erano impegnati pochi minuti dopo a fissare saldamente Progress M-08M alla stazione spaziale. L'equipaggio della Expedition 25  ha aperto i portelli ed è entrato nella Progress il giorno successivo.

### Sgancio e rientro distruttivo
La navicella Progress M-08M si è sganciata dalla Stazione spaziale internazionale il 23 gennaio 2011. Il comando di sgancio è stato emesso dal Controllo Missione russo alle 00:40 GMT.  La sonda non è stata utilizzata per ulteriori esperimenti scientifici. L'uscita dall'orbita ha avuto successo alle ore 05:16 GMT del 24 gennaio.  È rientrato e caduto in una zona remota del Pacifico meridionale alle 06:07 GMT.